# Bastle house

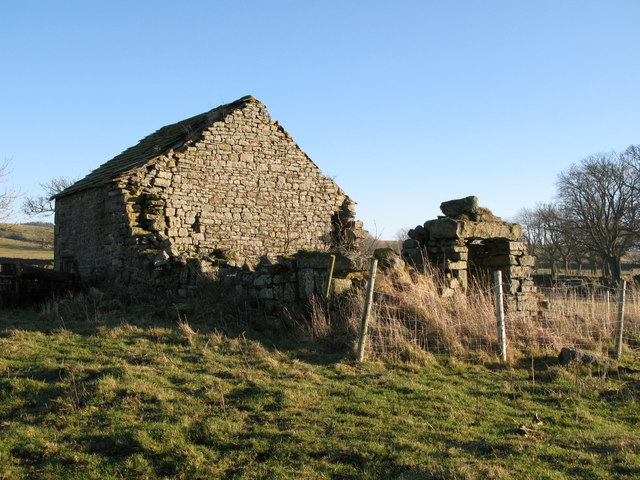
Casa bastel

Bastle house son un tipo de construcción que se encuentra a lo largo de la frontera anglo-escocesa, en las zonas antiguamente plagadas de reivers fronterizos. Son casas de campo fortificadas, caracterizadas por las medidas de seguridad contra los asaltos. Se dice que su nombre deriva de la palabra francesa "bastile".

## Características
Las características son unos muros de piedra con un metro de grosor, con la planta baja dedicada a establo para los animales más valiosos, y un piso abovedado de piedra o de madera plana entre éste y el primer piso, sin acceso interno como una escalera o un escalón. La vivienda de la familia se encontraba en el piso superior a la tierra y, en los tiempos anteriores a la supresión de los reivers, sólo se podía acceder a ella mediante una escalera que se subía desde el interior por la noche. Las ventanas eran pequeñas o incluso sólo tenían aspillera.
Las casas bastle tienen muchas características en común con los blocaos, con la principal diferencia de que un bastle estaba destinado principalmente a ser una vivienda familiar, en lugar de una pura fortificación.
Muchas casas bastle sobreviven hoy en día; su construcción aseguraba que durarían mucho tiempo, pero la mayoría están arruinadas o muy alteradas para su uso como residencias o edificios agrícolas. Pueden verse a ambos lados de la frontera anglo-escocesa.